# Birger Sjöberg (1835–1875)
För andra betydelser, se Birger Sjöberg (olika betydelser).
Birger Gabriel Sjöberg, född 24 mars 1835 i Varberg, död 9 januari 1875 i Varberg, var en svensk fotograf och målare.
Han var son till handlaren Petter Sjöberg och Johanna Maria Bergendahl. Sjöberg började som handelsbetjänt i sin fars affär innan han 1854–1863 praktiserade inom affärsverksamhet i Göteborg. På sin fritid utbildade han sig till fotograf och målare och det är mycket troligt att han under sin Göteborgstid kom i nära kontakt med Fredrik Wilhelm Scholander som med tiden kom att ge honom en stor betydelse för hans konstnärskap. Han utförde vid 1850-talet slut ett par kulturhistoriskt intressanta oljemålningar på zinkplåt med vyer från Varbergs hamn, stadens torg med kyrkan och rådhuset. Bilderna är målade i nästan en fotografisk exakthet och personerna på torget är ett porträttgalleri med förmögna borgare, polismän och militärer. Detta lokalhistoriskt värdefulla måleriet berättar med charmfulla tidsbilder från den stad som ödelades vid eldsvådan 1863. När Sjöberg återvände till Varberg 1863 byggde han 1866 en ateljé nära hamnen där han kunde arbeta både som fotograf och målare. Han målade 1867 en stor Varbergsbild med motiv från hamnen där han avbildade de nyuppförda kall- och varmbadhusen som uppförts 1866 med en minutiös detaljrikedom i arkitekturen. Hans motivkrets består av huvudsakligen av bilder från Varberg. Sjöberg är representerad vid Varbergs museum och Varbergs rådhus.

## Bilder

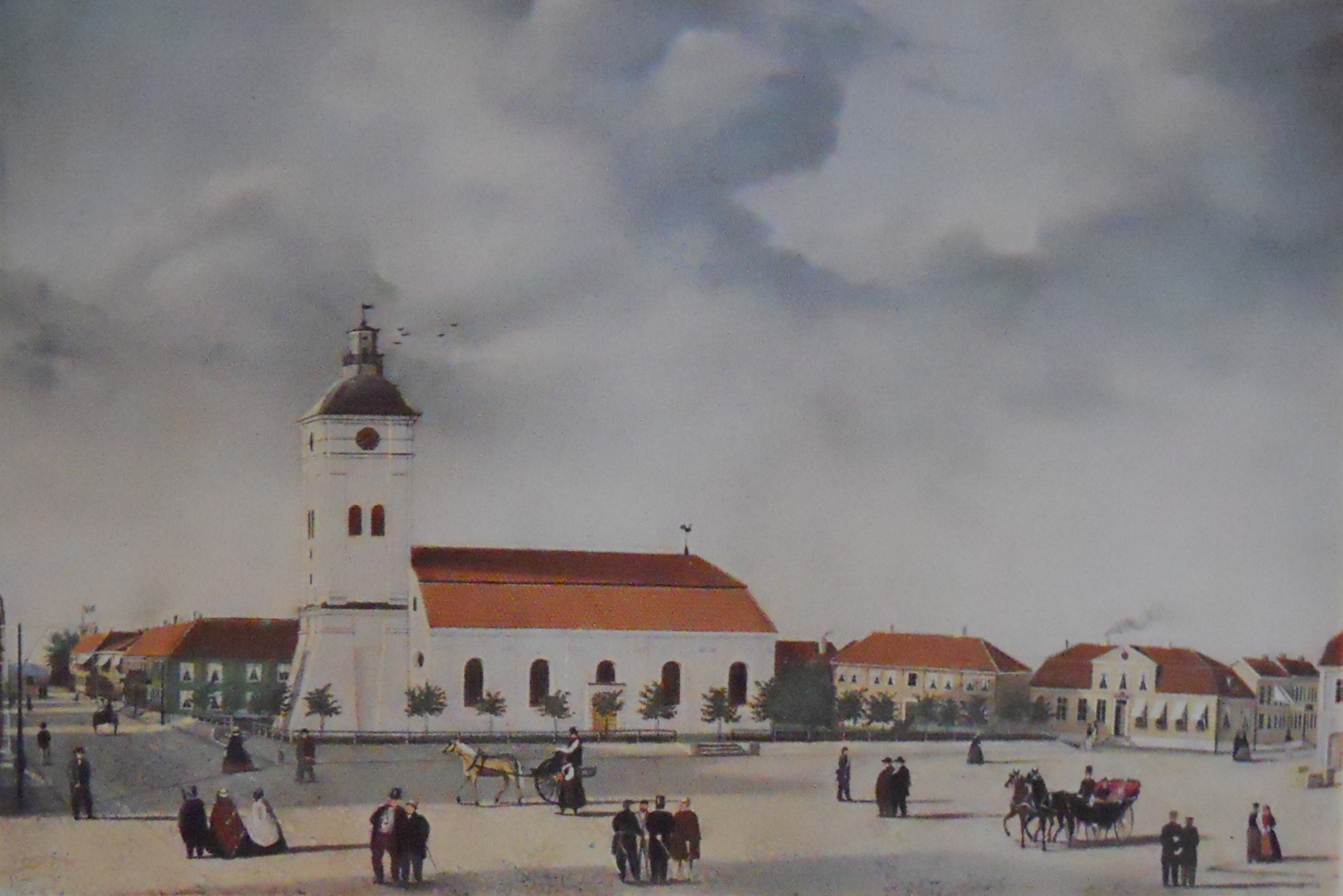
Varbergs kyrka 1859.
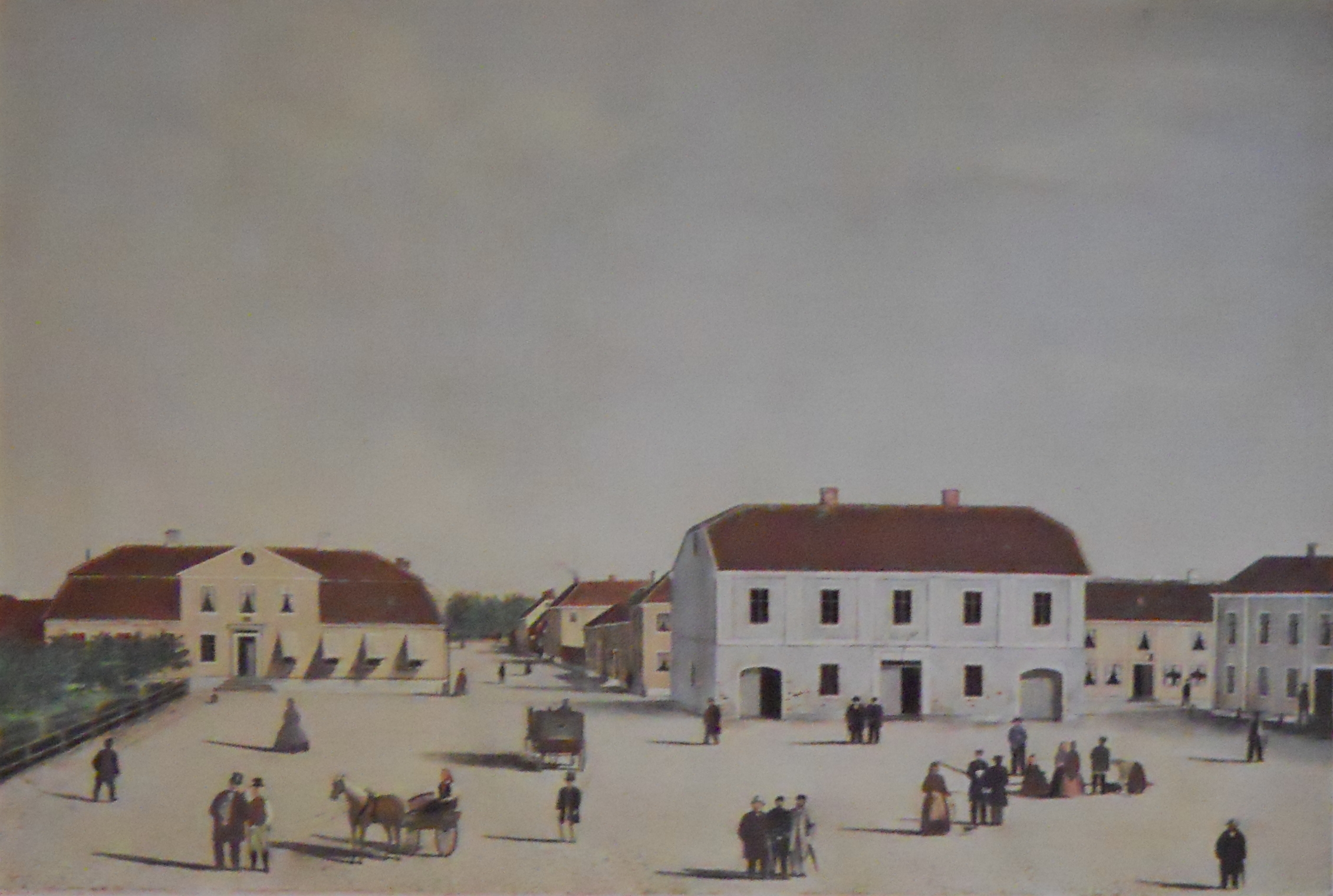
Varbergs torg 1859. Det blå huset i mitten av bilden är rådhuset, nedbrunnet 1863.
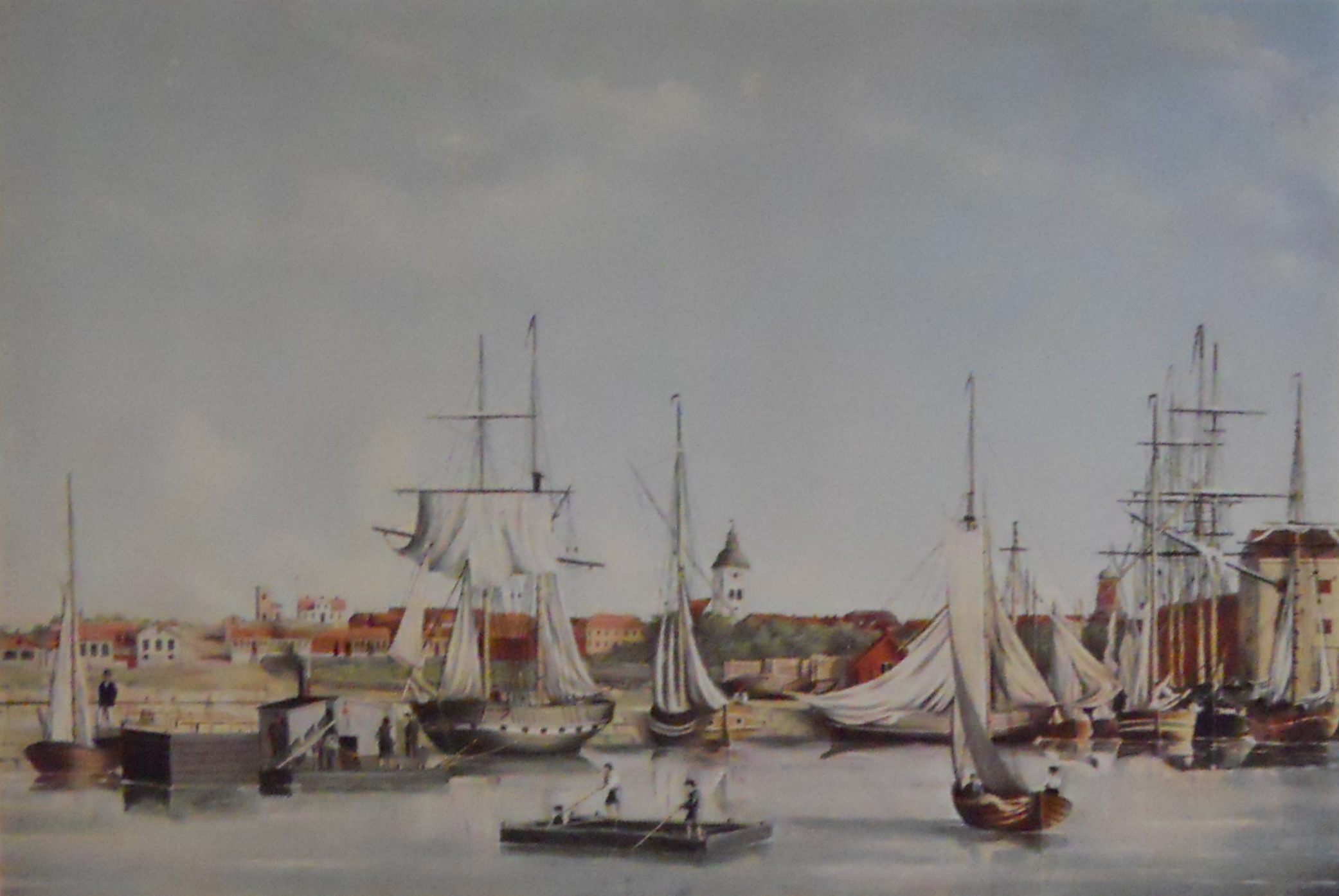
Varbergs hamn 1859.
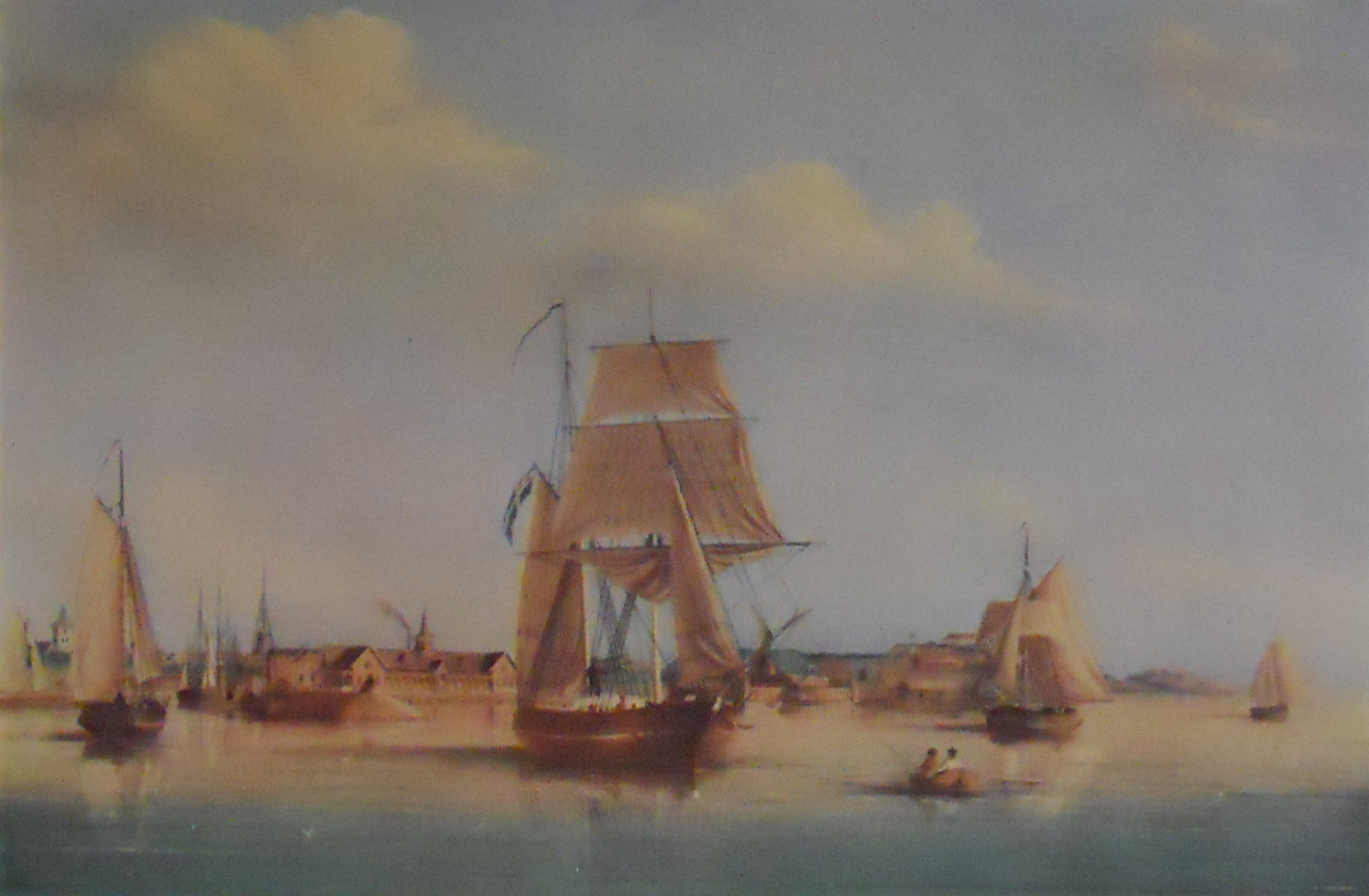
Varbergs hamn 1867, varmbadhuset i bakgrunden.